# Lycaena obscurior
Lycaena obscurior är en fjärilsart som beskrevs av Hoffmann 1914. Lycaena obscurior ingår i släktet Lycaena och familjen juvelvingar. Inga underarter finns listade i Catalogue of Life.